# Amberley (Ohio)
Amberley – wieś w USA, w stanie Ohio, w hrabstwie Hamilton.
Liczba mieszkańców w 2010 roku wynosiła 3 585.